# Понінські

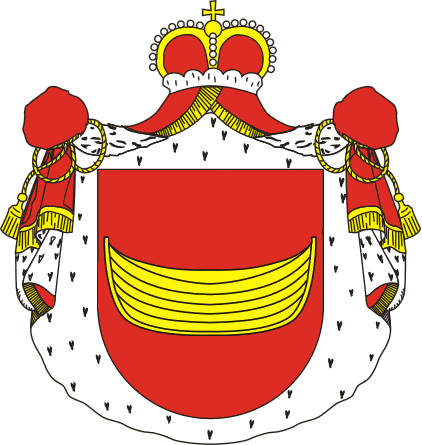
Княжий герб Понінських

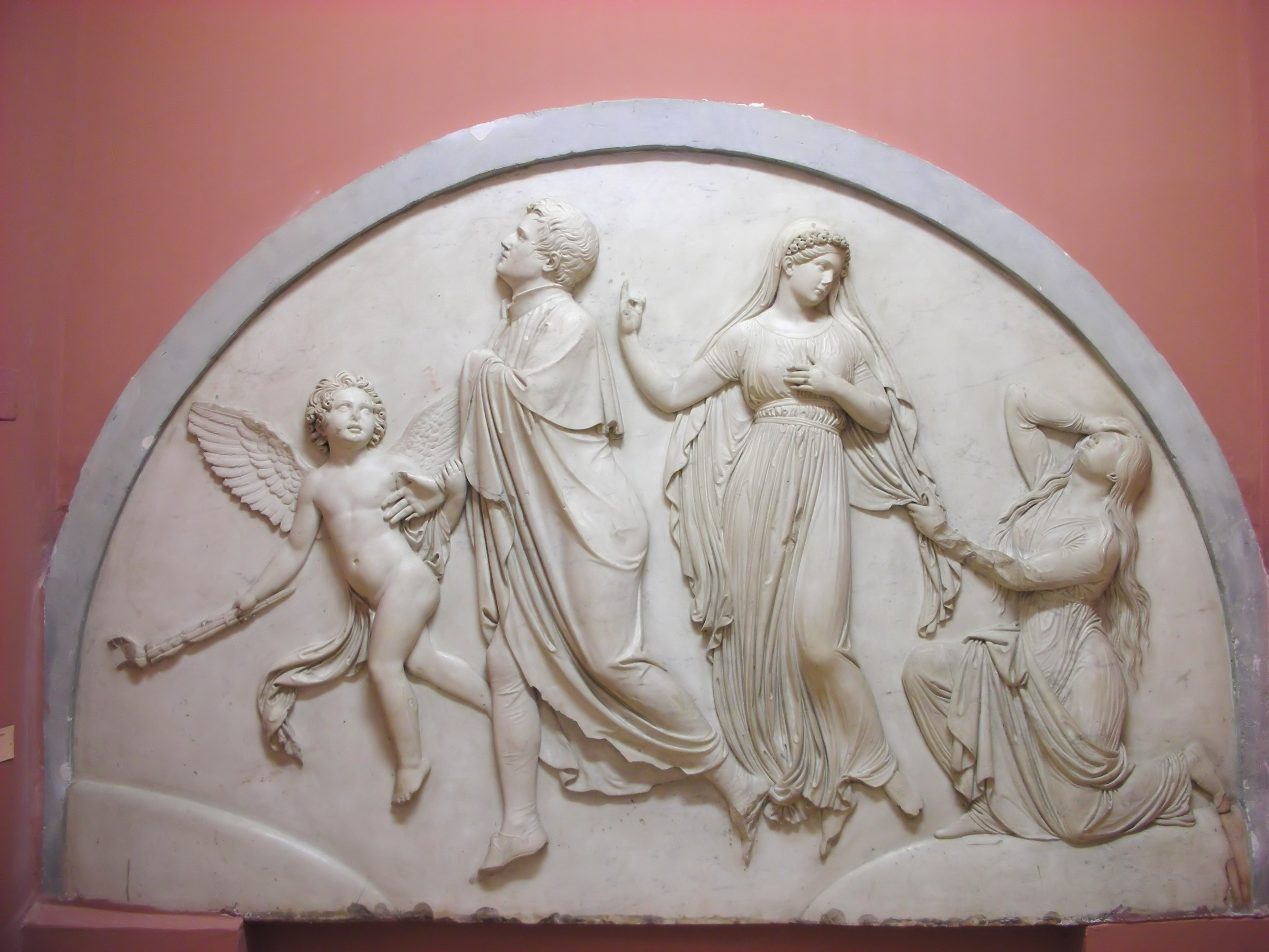
Надгробок дітей Понінського з с. Червоне

Понінські гербу Лодзя (пол. Ponińscy) — польський шляхетський рід, що походив з Великопольщі. Назва роду походить від поселення Понін (тепер Пуніно, під Косьцянем). Засновник роду — Войцех Бродзький, який 1517 року отримав Понін.
Серед Понінських — магнати, державні та політичний діячі, військовики, меценати. Мацей Понінський з 1774 року — князь

## Представники роду
- Геронім Адам (Ярослав) (пом. 1702) — ґнєзненський каштелян
  - Францішек — староста копаніцький
    - Антоній
    - Людвік

  - Кароль — суфраган познанський
  - Владислав (пом. 1731) — староста всховський, референдар великий коронний
    - Гієронім — конюший коронний

  - Адам (пом. 1732) — познанський каштелян
    - Мацей (1708—1758), друга дружина — Аполонія з Ярачевських
      - Калікст
      - Адам (1732—1798) — коронний кухмістр, дружина — Зофія Юзефа Любомірська
        - Адам, дружина — Феліція з Третяків (Тшецяків)
          - Константій
          - Казімєж

        - Кароль Генрик Єжи[1]
          - Калікст — граф, дідич у селі Великі Грибовичі.[2]

    - Ельжбета — дружина вінницького старости Людвіка Каліновського з 1732 року
- Алєксандер Казімєж — хорунжий познанський, дружина — Тереза з Вигановських
  - Антоні Юзеф (пом. 1742) — воєвода познанський, перша дружина — Софія Воронович, друга — Саломея з Шембеків
    - Юзеф — староста остерський та пйотркувський, дружина — Маріанна з Каліновських, старостянка вінницька (донька старости Людвіка Калиновського), дідичка Гвіздця та Загайполя в Галицькій землі
      - Юзефа — дружина Вікторина Валеріана Дідушицького з 1776.

- Гелена — засновниця монастиря сестер-милосердиць (РКЦ) в Червоногороді 1846 року[3]